# Volvo XC60
El Volvo XC60 es un automóvil todoterreno del segmento D producido por la empresa de automóviles sueca Volvo desde el año 2008. Es un cinco plazas con carrocería de cinco puertas y motor delantero transversal, disponible con tracción delantera o a las cuatro ruedas. Algunos de sus rivales son el Acura RDX, el Alfa Romeo Stelvio, el Audi Q5, el BMW X3, el Jaguar F-Pace, el Land Rover Discovery Sport, el Lexus NX, el Mercedes-Benz Clase GLC y el Porsche Macan.

## Primera generación (2008-2017)
El XC60 se presentó como prototipo en el Salón del Automóvil de Detroit de 2007. La versión de producción se mostró por primera vez en el Salón del Automóvil de Ginebra de 2008 y se puso a la venta en el tercer trimestre de 2008. Se desarrolló sobre la plataforma EUCD del Grupo Ford, la misma de los Ford Mondeo, Ford S-Max, Land Rover Freelander, Volvo S80 y Volvo V70 contemporáneos.
Se ofrecen cinco opciones de motorización ya disponibles en el Volvo V70: un gasolina atmosférico de seis cilindros en línea, 3.2 litros de cilindrada y 238 CV de potencia máxima; un gasolina de seis cilindros en línea, 3.0 litros y 285 CV, que incorpora turbocompresor e inyección indirecta; y un diésel de cinco cilindros en línea y 2.4 litros que desarrolla una potencia máxima de 163, 185 o 205 CV, los tres equipados con turbocompresor de geometría variable, inyección directa common-rail e intercooler.
Según Wheels24, el Premier Automotive Group tenía previsto revelar el XC60 al público a finales de 2006. Gran parte del desarrollo de ingeniería y puesta a punto de este modelo fue hecho por Volvo en Suecia; sólo las pruebas de aptitudes todoterreno las realizó Land Rover en Inglaterra.
En 2012 se hace público un desarrollo híbrido enchufable de este modelo XC60. Auna un motor térmico de gasolina de 280 CV (par motor 380Nm) que actúa sobre las ruedas delanteras a través de una caja de cambios automática de 8 velocidades con un motor eléctrico de 70 CV (200 Nm) que actúa sobre las ruedas traseras del vehículo. Este prototipo puede funcionar en modo eléctrico puro o híbrido.

### Reestilización de 2013

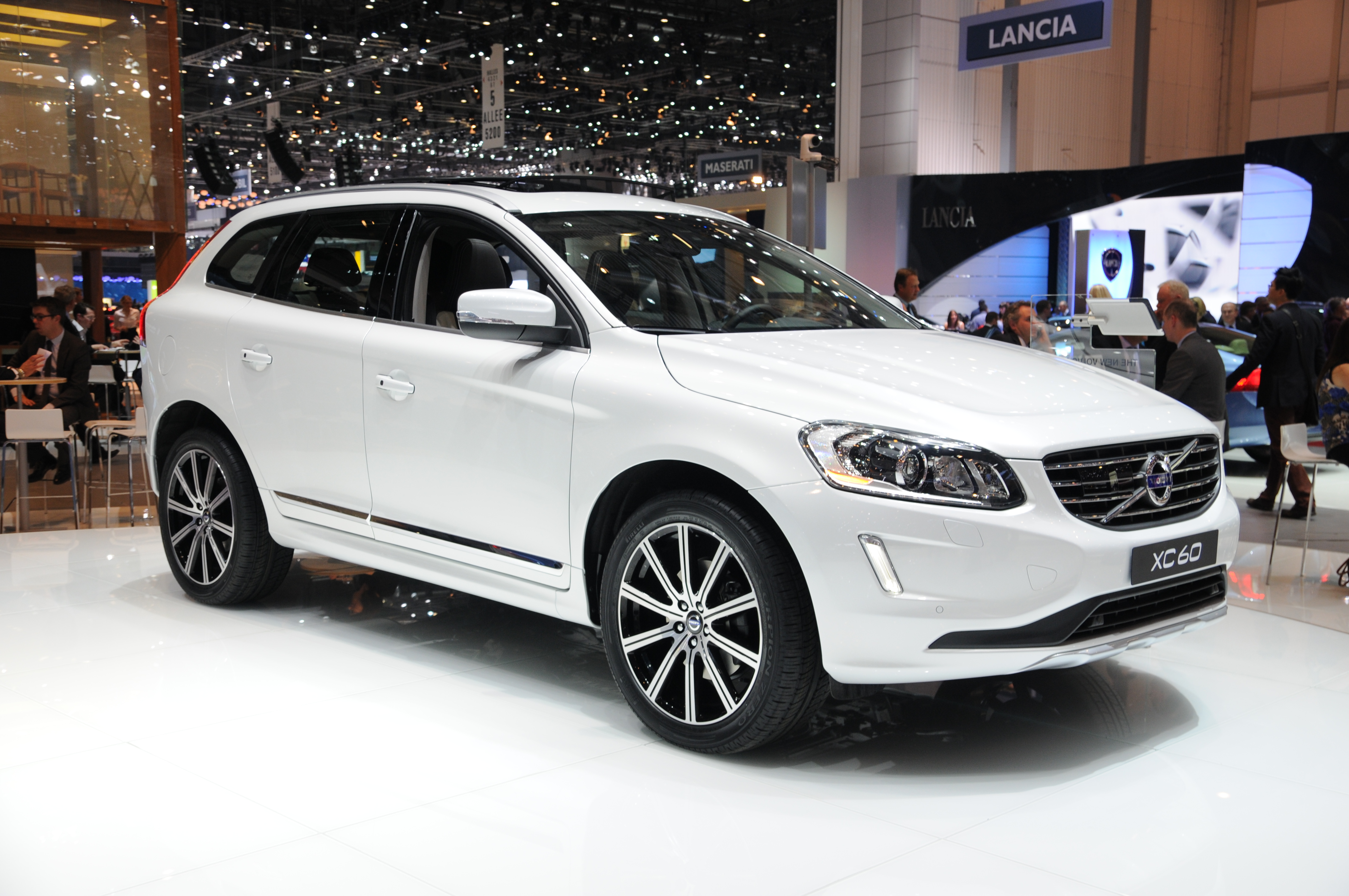
Volvo XC60 2013

El XC60 modelo 2013 se presentó en la 83.ª edición del Salón del Automóvil de Ginebra.
Se ha cambiado todo el frontal, con el capó, los faros, la parrilla y el paragolpes diferentes. Las luces diurnas, que antes estaban junto al lado interior del faro, han sido reubicadas en los extremos del paragolpes. La longitud aumenta 17 mm (el XC60 mide 4,64 metros). En el habitáculo son nuevos el cuadro de instrumentos —es una pantalla TFT configurable, como la del V40—; el tapizado para el techo,  las incrustaciones de madera, los marcos metálicos en las salidas de ventilación y algunos mandos.
Tiene elementos de equipamiento ya conocidos, como el sistema de reconocimiento de señales de tráfico, el de frenado automático a baja velocidad «City Safety» (que es de serie y funciona hasta 50 km/h); el de detección de peatones con frenado automático; el de detección de vehículos en el ángulo muerto (que ya no funciona mediante cámaras sino por radar, un sistema más fiable) y el de detección de tráfico al maniobrar marcha atrás («Cross Traffic Alert»). Todas las versiones tienen de serie el «Corner Traction Control», una función que actúa sobre el freno de la rueda trasera interior para mejorar el paso por curva.
Pero, además, también es posible equiparlo con otros nuevos. Son el control activo de luces largas —evita que el conductor tenga que encargarse de conectarlas y desconectarlas ya que siempre da el haz de mayor distancia posible y actúa, independientemente, sobre cada faro para evitar deslumbrar—; el alumbrado de cruce —que complementa al alumbrado en curva—; el parabrisas calefactado; los retrovisores exteriores de oscurecimiento automático; y el sistema multimedia denominado «Sensus Connected Touch, que permite conexión a internet para navegar, escuchar música y radios por streaming, navegación y búsquedas mediante Google, consultar la información meteorológica y utilizar otras aplicaciones. También es posible crear una red wifi en el coche. En la gama de motores no hay novedades. Los de gasolina son los denominados T5 —cuatro cilindros y 241 CV— y T6 —seis cilindros y 304 CV—; mientras que los diésel son de cinco cilindros, llamados D3, D4 y D5, con 136, 163 y 215 CV. El consumo no cambia respecto al XC60 anterior a estos cambios.
El sistema de aparcamiento básico incluido puede chocar contra personas ya que es incapaz de detectarlas, hace falta un equipamiento completo para evitar estos accidentes.

### Galería

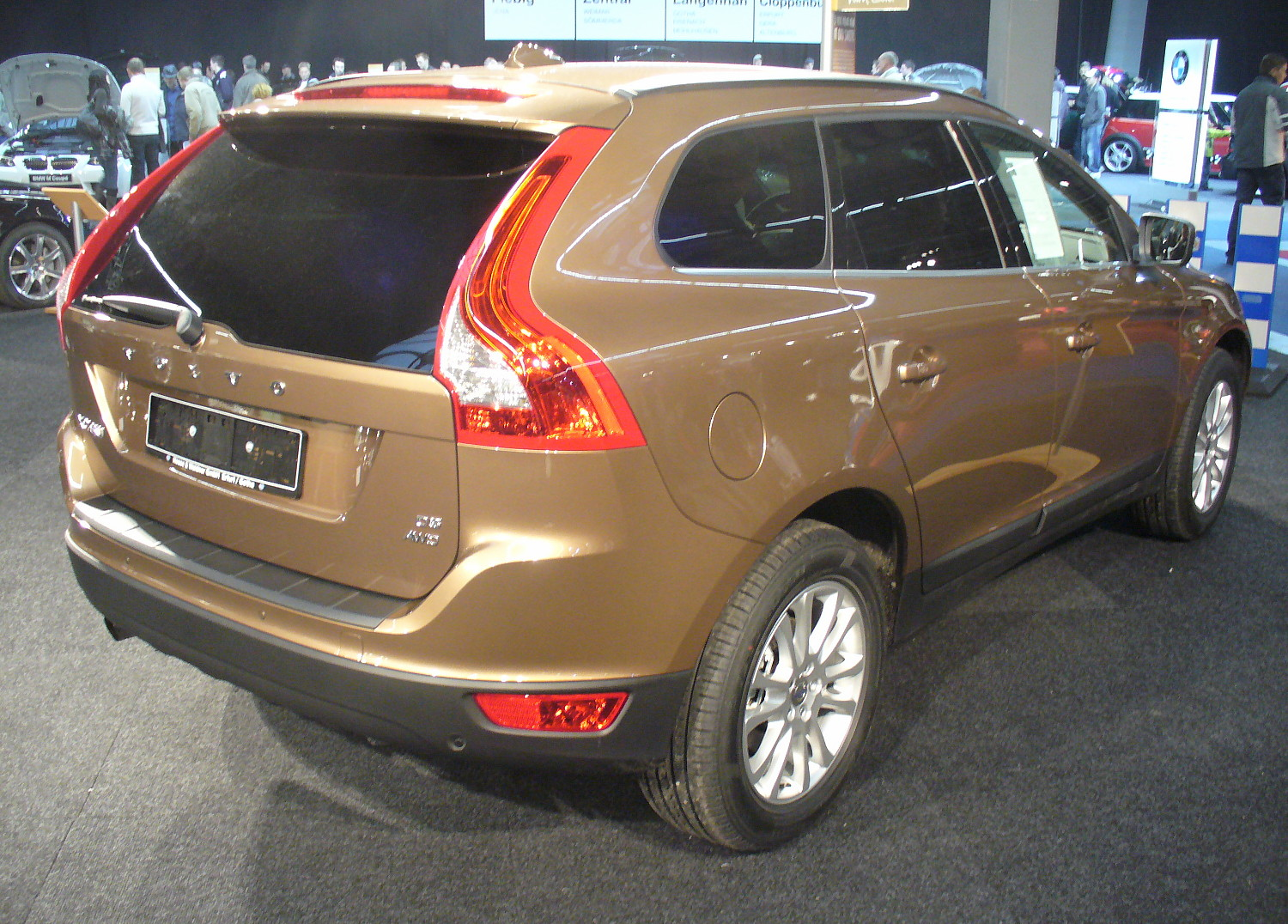
Vista trasera del Volvo XC60.
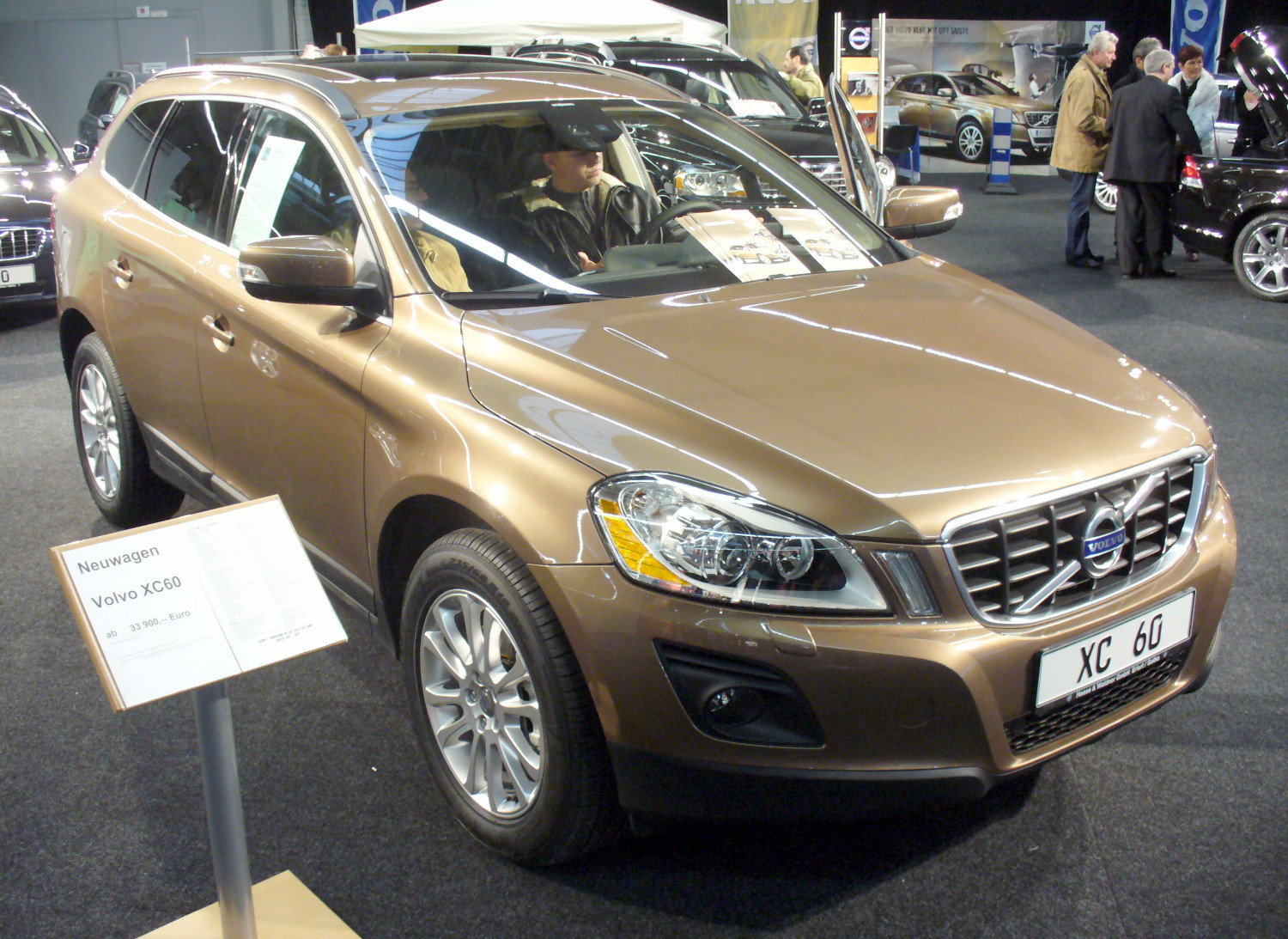
Vista delantera del Volvo XC60.
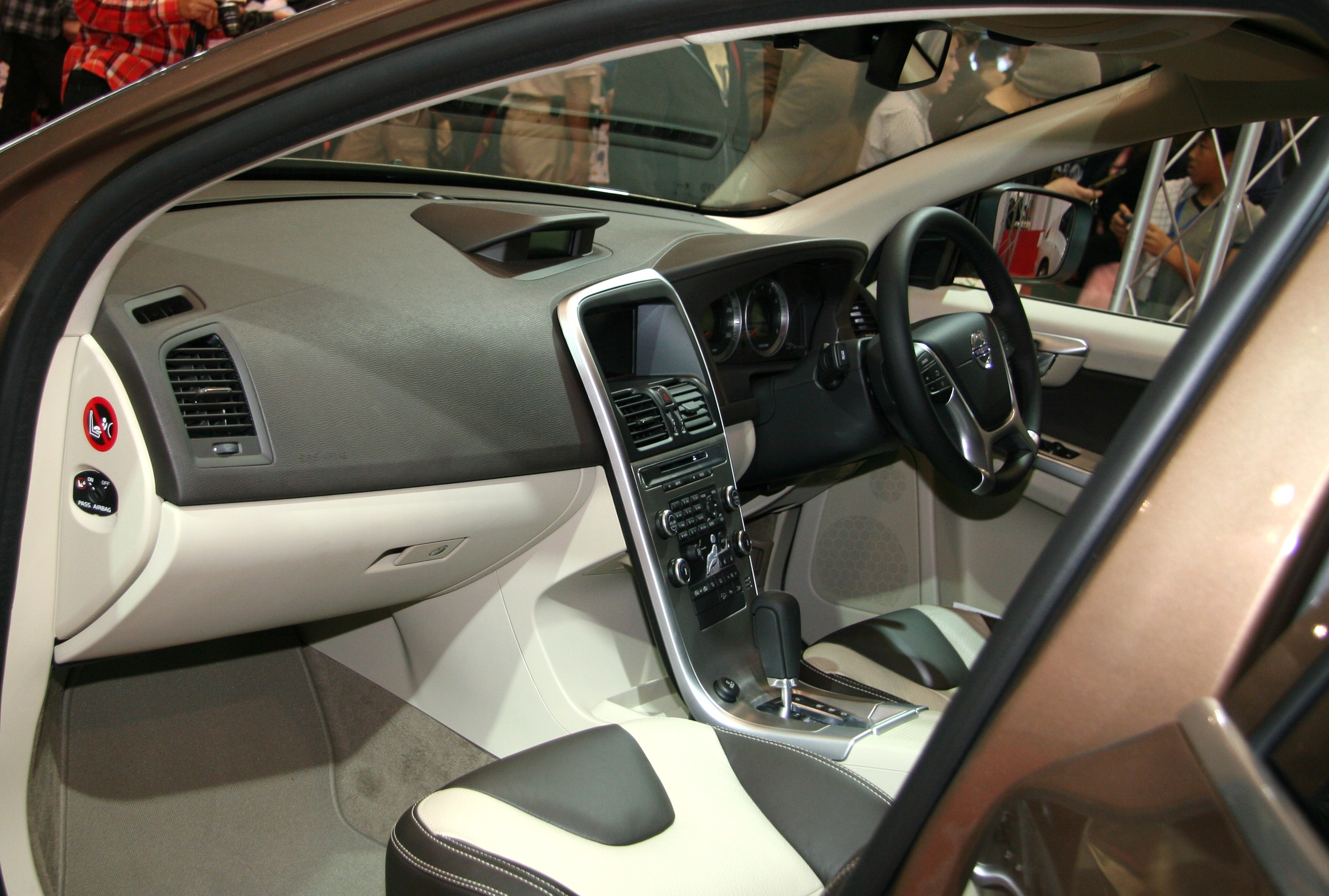
Vista interior del Volvo XC60.
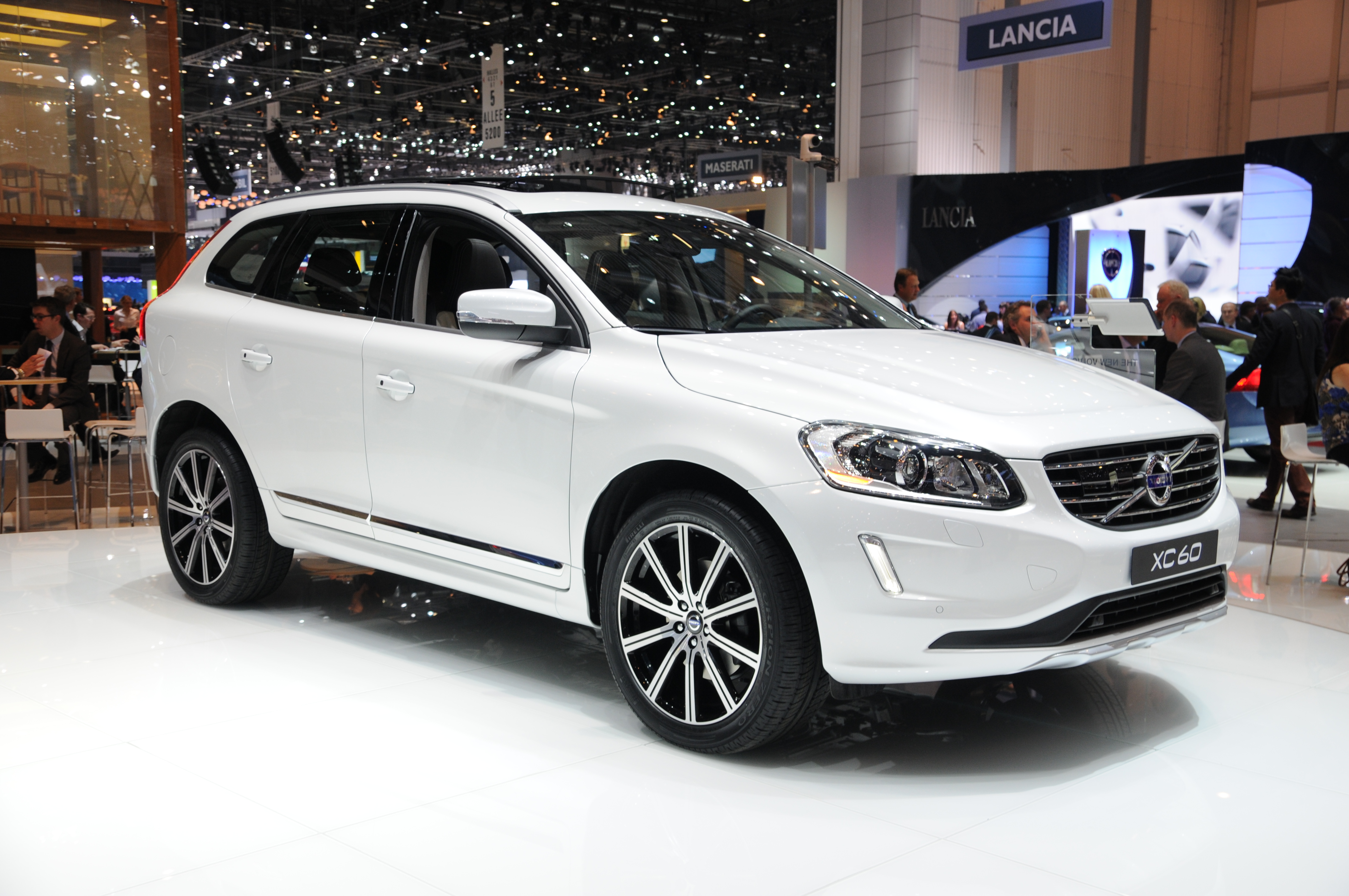
Vista delantera Volvo XC60 2014
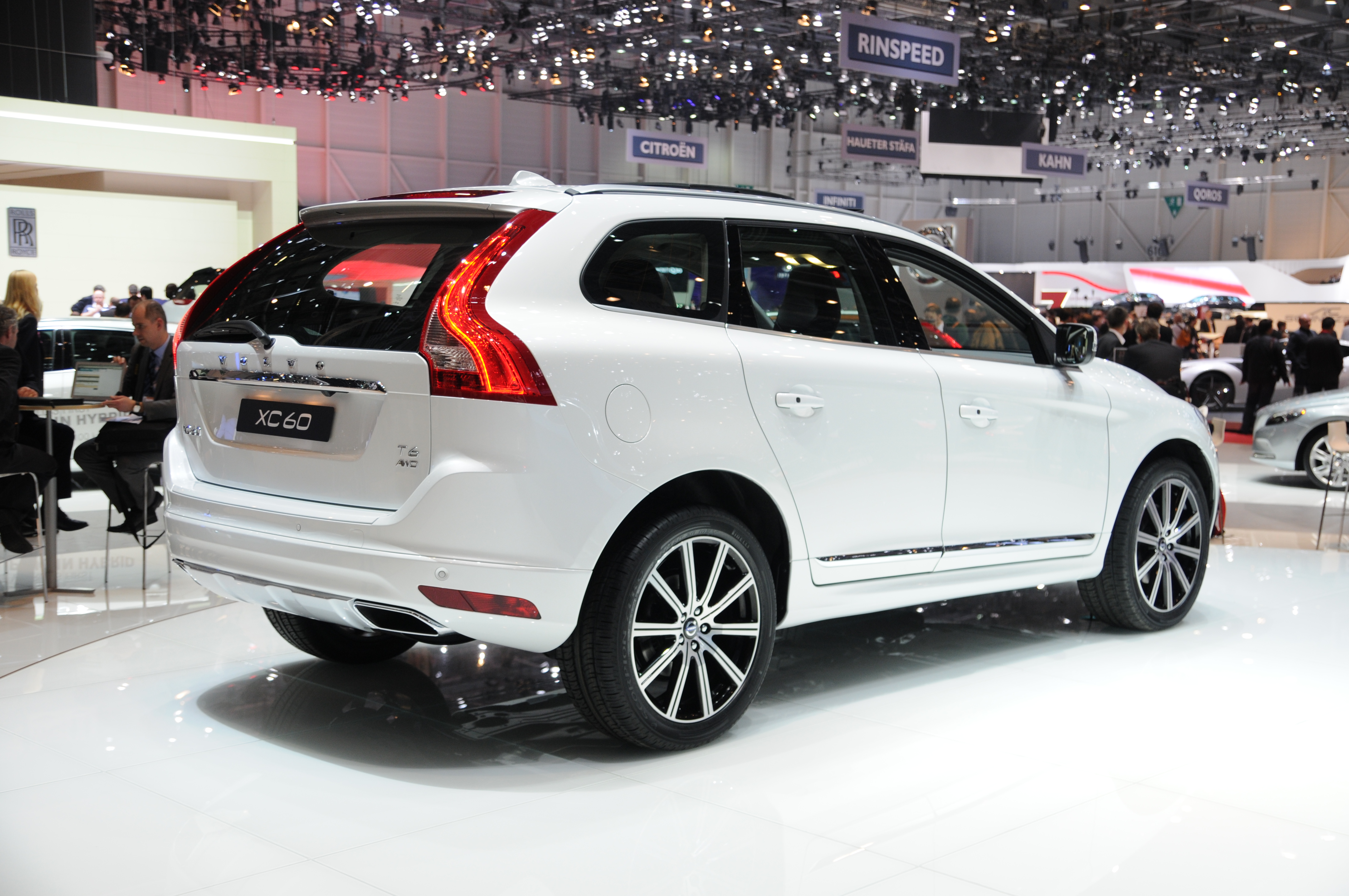
Vista trasera Volvo XC60 2014

## Segunda generación (2017-presente)
La segunda generación del XC60 se presentó al público en el Salón del Automóvil de Ginebra de 2017. Utiliza la plataforma mecánica del Volvo XC90 de segunda generación y el Volvo S90.
Los motor gasolina son un cuatro cilindros en línea turboalimentado de 2,0 litros de cilindrada, disponible en variantes de 249 o 254 CV, y un cuatro cilindros en línea turboalimentado y sobrealimentado de 2,0 litros de cilindrada, disponible en variantes convencional de 320 CV e híbrida de 407 CV. En tanto, el motor Diesel es un cuatro cilindros en línea turboalimentado de 2,0 litros, disponible en variantes de 190 y 235 CV. El XC60 cuenta con caja de cambios automática de ocho marchas